# Tramvajová doprava v Tomsku

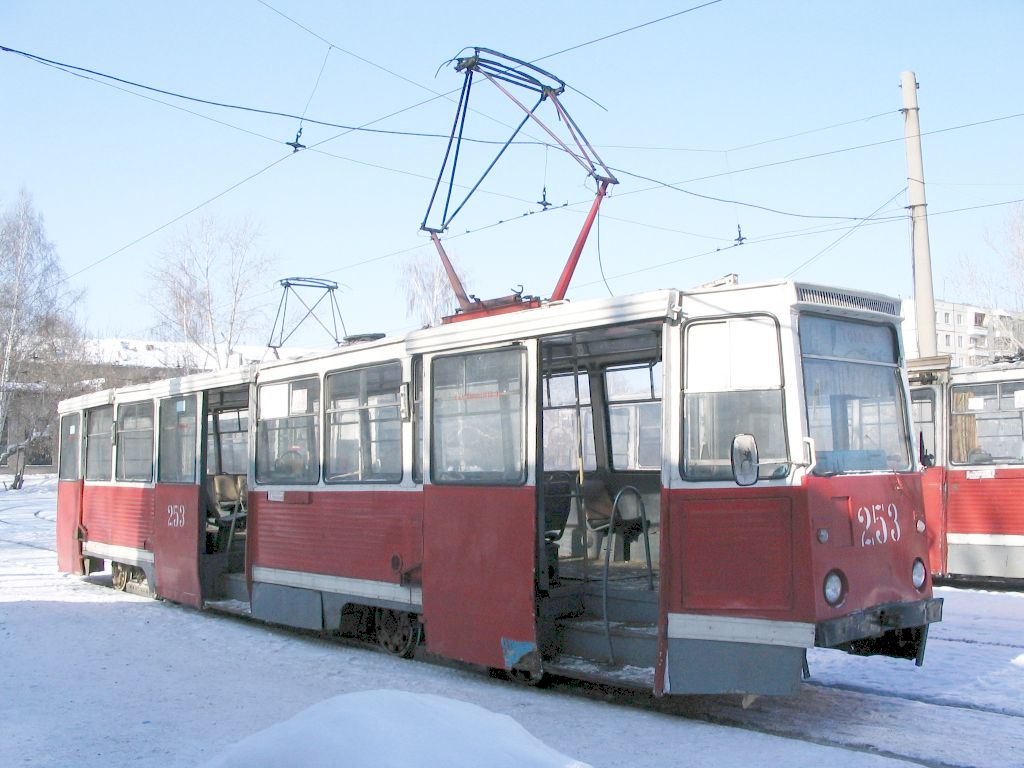
Tramvaj typu KTM-5 v Tomsku

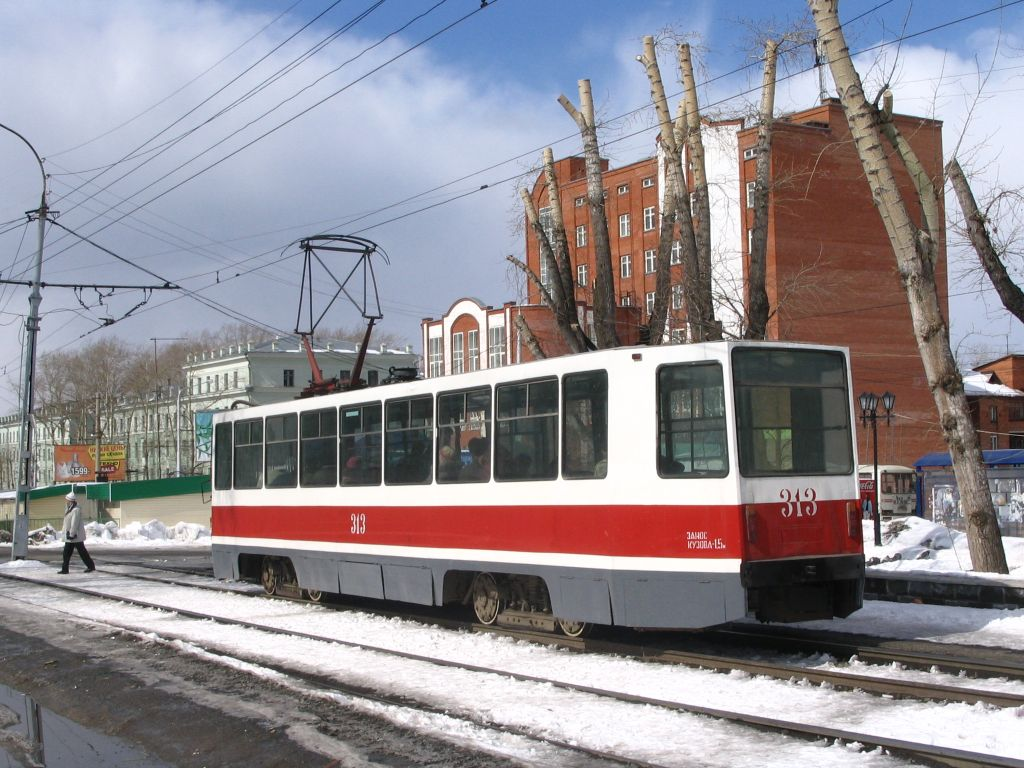
Tramvaj typu KTM-8 v Tomsku

Ruské město Tomsk obsluhuje tramvajová síť. Jedná se o provoz střední velikosti, srovnatelný například s brněnským, jeho délka činí 45,6 km. Tramvaje v Tomsku jezdí již od roku 1954, doplňují je trolejbusy.
Celkem je do provozu možné nasadit mezi 40 až 50 tramvajovými vozy, využitá část z nich slouží na několika málo linkách. Vozový park tvoří výhradně typy KTM-5 a KTM-8 ze závodu UKVZ, roku 2007 však bylo na modernizaci tramvají vyhrazeno 17 milionů rublů; 17. ledna 2007 dorazily první dvě nové tramvaje typu KTM-19. Problematický je ale i současný stav tramvajových tratí, zhruba polovina sítě je na tom velice špatně a potřebuje naléhavou opravu. Často tak dochází i k vykolejení tramvají.